# Kommute
Kommute — файлообменный клиент для анонимной сети MUTE. Имеет фронтенд Qt. Для соединений использует порт 4900.

## Особенности
- Поддержка множественных источников загрузки, что обеспечивает высокую скорость скачивания;
- Обратная совместимость с MUTE;
- Докачка файлов;
- Множественное расшаривание папок;
- Множественный поиск данных с переключением между разными вкладками;
- Двухуровневая система поиска информации по ключевым словам с фильтрацией по результату;
- Шифрование трафика по принципу точка-точка с использованием алгоритмов RSA и AES.

Меню поиска данных
Меню соединений